# Hérold Israël
Hérold Israël, né le 3 mars 1971 à Pilate, en Haïti, est un réalisateur et producteur de film haïtien.

## Biographie
En 1995, il fut porte-parole de la Police Nationale d'Haïti . De 2001 à 2004 il est le secrétaire exécutif du consulat haïtien de Miami. il a étudié le cinéma au Ney York Film Academy à Los Angeles . Il a produit de nombreux films parmi lesquels Dolores  et Player ½  en 2006. En 2009 il devient Directeur Général de la Caisse d'Assistance Sociale  en Haiti, puis directeur de communication de la Présidence sous le Président Haïtien Michel Martelly en 2011 . Directeur Général du Ministère des Affaires Sociales en 2012 . Conseiller Spécial en communication du Premier Ministre, Laurent Lamothe, Il fut Secrétaire d'État à la Communication du gouvernement Martelly-Lamothe en 2014  . Il devient Directeur Général de la Télévision Nationale d'Haiti (TNH) en 2015 .